# Michael Pitre
Michael Jonathan Pitre (Fontana, Kalifornia, 1985. január 3. –) amerikai amerikaifutball-játékos és -edző, 2022-től az Atlanta Falcons running backjeinek edzője.

## Játékosként
Az El Modena középiskolában érettségizett, majd a UCLA-re járt, ahol az amerikaifutball-csapat fullbackje és csapatkapitánya volt.

## Edzőként
Kezdetben a Rancho Santa Margarita és a Servite középiskolák munkatársa volt, majd a Colorado Buffaloes edzőhelyettese lett. 2014 és 2017 között a Montana State Bobcats, 2018 és 2020 között pedig az Oregon State Beavers running backjeinek edzője volt. 2021-ben ugyanezen pozíciót a Chicago Bearsnél, 2022-től pedig az Atlanta Falconsnál tölti be.

## Családja
Édesapja Michael Pitre. Három lánytestvére született.

## Fordítás
- Ez a szócikk részben vagy egészben  a   Michael Pitre című angol Wikipédia-szócikk ezen változatának fordításán alapul.  Az eredeti cikk szerkesztőit annak laptörténete sorolja fel. Ez a jelzés csupán a megfogalmazás eredetét és a szerzői jogokat jelzi, nem szolgál a cikkben szereplő információk forrásmegjelöléseként.